# گرچاک
گرچاک(نام علمی: Rhodeus) نام یک سرده از تیره کپورماهیان است.